# Schlegel (Familienname)
Schlegel ist ein deutscher Familienname.

## Herkunft und Bedeutung
Schlegel ist ein indirekter Berufsname für diverse Berufe, bspw. Bergmann, Steinmetz, Schmied, Drescher, Wollschläger oder Ölmüller.

## Namensträger

### A
- Alfred Schlegel (Politiker) (1895–1964), deutscher Politiker (LDP), MdL Thüringen
- Alfred Schlegel (Historiker) (1913–1995), österreichischer Postbeamter, Generaldirektor und Historiker
- Alfred Schlegel (Graveur) (1921–1997), deutscher Porzellangraveur und Hobbyastronom
- Annika Schlegel (* 1994), deutsche Sommerbiathletin und Handballspielerin
- August Wilhelm Schlegel (1767–1845), deutscher Literaturhistoriker und Schriftsteller
- August Wilhelm Schlegel (Schauspieler) (1810–nach 1848), deutscher Schauspieler

### B
- Bernd Schlegel (* 1972), deutscher Filmeditor
- Bernhard Schlegel (1913–1987), deutscher Internist
- Brad Schlegel (* 1968), kanadischer Eishockeyspieler

### C
- Carl August Schlegel (1762–1789), deutscher Kartograf und Genieoffizier
- Caroline Schlegel (1763–1809), deutsche Schriftstellerin und Übersetzerin, siehe Caroline Schelling
- Catharina Amalia von Schlegel (1697–1777), deutsche Kirchenlieddichterin
- Christian Schlegel (1667–1722), deutscher Historiograph und Schriftsteller
- Christiane Karoline Schlegel (1739–1833), deutsche Schriftstellerin und Übersetzerin
- Christoph Schlegel (1613–1678), deutscher lutherischer Theologe
- Corney Schlegel (* 1969), deutscher Basketballspieler

### D
- Daniel Schlegel (1591–1653), deutscher Kaufmann
- Daniela Schlegel-Friedrich (* 1967), deutsche Politikerin (CDU)
- Detlef Schlegel (* 1964), deutscher Koch
- Dieter Schlegel (1924–2013), deutscher Zahnarzt
- Dirk Schlegel (* 1961), deutscher Fußballspieler
- Dorothea Schlegel (1764–1839), deutsche Schriftstellerin und Übersetzerin
- Dorothee Schlegel (* 1959), deutsche Politikerin (SPD)

### E
- Eduard Schlegel (Unternehmer) (1787–1830), deutscher Unternehmer
- Eduard von Schlegel (1793–1869), deutscher General der Infanterie
- Eduard Schlegel (Basketballspieler) (* 1966), deutscher Basketballspieler
- Egon Schlegel (1938–2013), deutscher Filmregisseur, Drehbuchautor und Schauspieler
- Elias Schlegel (um 1750–1805), deutscher Instrumentenmacher
- Emil Schlegel (1852–1934), deutscher Arzt und Homöopath
- Erich Schlegel (1866–1938), deutscher  Militärbischof
- Ernesto Schlegel (1923–1997), Schweizer Koch
- Ernst Schlegel (Ingenieur, 1882) (1882–1976), deutscher Flugpionier und Ingenieur
- Ernst Bernhard Schlegel (1838–1896), schwedischer Notar, Genealoge, Heraldiker und Topograph
- Eugen Schlegel (Radsportler) (1903–unbekannt), Schweizer Radrennfahrer
- Eugen Schlegel (Filmemacher) (* 1975), kasachstandeutscher Filmemacher und Kameramann
- Eva Schlegel (* 1960), österreichische Künstlerin

### F
- Falk Maria Schlegel (* 1975), deutscher Keyboarder
- Franz Schlegel (Zoologe) (1822–1882), deutscher Arzt und Zoodirektor
- Franz Schlegel (Grafiker), österreichischer Grafiker und Autor
- Franz Schlegel (Beamter) (1874–1937), deutscher Beamter und Präsident der Oberpostdirektion Karlsruhe

- Friedrich Schlegel (1772–1829), deutscher Literaturtheoretiker, Schriftsteller und Philosoph
- Friedrich Schlegel (Politiker) (1894–1936), deutscher Politiker (NSDAP), SS-Brigadeführer und Leiter des Geheimen Staatspolizeiamtes in Dresden
- Friedrich Gottlob Erich Schlegel (1866–1938), deutscher Militärbischof, siehe Erich Schlegel
- Friedrich Justus August Schlegel (1769–1828), deutscher Arzt
- Fritz Schlegel (Politiker) (1900–nach 1934), deutscher Politiker (NSDAP)
- Fritz Schlegel (Schauspieler) (1901–1971), deutscher Schauspieler

### G
- Gerhard Schlegel (Politiker) (1903–1983), deutscher Politiker (SPD) und Sportfunktionär
- Gerhard Schlegel (Architekt) (* 1925), deutscher Architekt
- Gerhard Schlegel (Historiker) (1939–2023), deutscher Anästhesist und Kirchenhistoriker
- Gerhard Schlegel (Verleger) (Pseudonym Laska; * 1966), deutscher Verleger, siehe Laska Comix
- Gottlieb Schlegel (1739–1810), deutscher Theologe
- Günter Schlegel (1926–2004), deutscher Fußballspieler

### H
- Hans Schlegel (Bildhauer), deutscher Bildhauer
- Hans Schlegel (Schriftsteller) (1882–1957), deutscher Schriftsteller und Übersetzer
- Hans Schlegel (Mediziner) (1928–2022), Schweizer Arbeitsmediziner und Hochschullehrer
- Hans-Dieter Schlegel (1925–1987), deutscher Schauspieler und Regisseur
- Hans Günter Schlegel (1924–2013), deutscher Mikrobiologe
- Hans-Joachim Schlegel (Mediziner) (1921–2000), deutscher Augenarzt und Hochschullehrer
- Hans-Joachim Schlegel (1942–2016), deutscher Filmwissenschaftler und Publizist
- Hans K. Schlegel (Hans Karl Schlegel; 1923–2023), deutscher Maler, Grafiker und Hochschullehrer
- Hans Wilhelm Schlegel (* 1951), deutscher Astronaut
- Harry Schlegel (* 1988), deutscher Beachvolleyballspieler
- Heinrich Schlegel (1724/1726–1780), deutsch-dänischer Historiker, Geograf, Jurist und Bibliothekar, siehe Johann Heinrich Schlegel
- Helmut Schlegel (* 1943), deutscher Ordensgeistlicher, Meditationslehrer und Autor
- Hendrikje Blandow-Schlegel (* 1961), deutsche Politikerin (SPD), MdHB
- Henry Schlegel (* 1999), deutscher American-Football-Trainer
- Herbert Rolf Schlegel (1889–1972), deutscher Maler
- Hermann Schlegel (1804–1884), deutscher Ornithologe

### J
- Jan C. Schlegel (* 1965), deutscher Fotograf
- Johann Joachim Schlegel (1821–1890), fränkischer Bierbrauer und Gründer der Schlegel Brauerei AG Bochum
- Joachim Schlegel (Theologe) (1929–2020), deutscher evangelisch-lutherischer Pastor, Theologe und Missionswissenschaftler; von 1982 bis 1994 Direktor des Leipziger Missionswerks
- Johan Frederik Schlegel (1817–1896), dänischer Jurist und Gouverneur von Dänisch-Westindien
- Johann Adolf Schlegel (1721–1793), deutscher Dichter und Geistlicher
- Johann Bernhard Schlegel (1827–1859), deutscher Missionar
- Johann Carl Fürchtegott Schlegel (1758–1831), deutscher Konsistorialrat und Mitglied der Ständeversammlung für das Königreich Hannover
- Johann Christian Traugott Schlegel (1746–1824), Arzt
- Johann Elias Schlegel (1719–1749), deutscher Dichter und Literaturwissenschaftler
- Johann Friedrich Schlegel (1689–1748/49), sächsischer Appellationsrat und Stiftssyndikus in Meißen
- Johann Gottfried Schlegel, bis 1774 fürstlich-weimarischer Landbaumeister
- Johann Heinrich Schlegel (1724/1726–1780), deutscher Gelehrter in Kopenhagen
- Johann Joachim Schlegel (1821–1890), deutscher Brauereiunternehmer
- Johann Otto Heinrich von Schlegel (1724–1803), sächsischer Kreishauptmann und Rittergutsbesitzer
- Johann Rudolf Schlegel (1729–1790), deutscher Theologe und Pädagoge
- John P. Schlegel (1943–2015), US-amerikanischer Philosoph und Hochschullehrer
- Jonny Schlegel (1921–2013), deutscher Sonderschulpädagoge und Hochschullehrer
- Jörg Schlegel (1940–2010), deutscher Wirtschaftsfunktionär
- Jörg-Michael Schlegel (* 1972), deutscher Musiker
- Josef Schlegel (Politiker, 1803) (1803–1872), österreichischer Politiker, steiermärkischer Landtagsabgeordneter, Reichstagsabgeordneter, Abgeordneter zum Abgeordnetenhaus
- Josef Schlegel (Politiker, 1814) (1814–1887), liechtensteinischer Politiker, Landtagsabgeordneter
- Josef Schlegel (Dichter) (1865–1946), deutscher Heimatdichter
- Josef Schlegel (Politiker, 1869) (1869–1955), österreichischer Politiker (CS), oberösterreichischer Landtagsabgeordneter und Landeshauptmann, Abgeordneter zum Abgeordnetenhaus
- Julius Schlegel (Maler) (1825–1884), deutscher Maler
- Julius Schlegel (Offizier) (1895–1958), österreichischer Offizier der deutschen Wehrmacht
- Julius Heinrich Gottlieb Schlegel (Theologe) (1739–1810), deutsch-baltischer Theologe und Hochschullehrer
- Julius Heinrich Gottlieb Schlegel (Mediziner) (1772–1839), deutscher Arzt
- Jürgen Schlegel (Boxer) (* 1940), deutscher Boxer, Olympiateilnehmer für die DDR
- Jürgen Schlegel (Mediziner) (* 1956), deutscher Neuropathologe und Hochschullehrer
- Jürgen Schlegel (Tänzer) (* 1977), deutscher Tänzer und Tanzsporttrainer
- Jutta Schlegel (1945–2008), deutsche Gesangspädagogin und Hochschullehrerin

### K
- Karl Schlegel (Musiker) (1861–1914), deutscher Violinist und Komponist
- Karl Schlegel (Geologe) (1878–1950), deutscher Lehrer, Geologe und Mineraloge
- Karl Schlegel (Jagdflieger) (1893–1918), deutscher Jagdflieger
- Karl Schlegel (Übersetzer) (* 1920), Schweizer Übersetzer
- Karl August Schlegel (1762–1789), deutscher Kartograf und Offizier, siehe Carl August Schlegel
- Karl August Moritz Schlegel (1756–1826), deutscher Theologe und Publizist
- Karl Friedrich Schlegel (1924–1996), deutscher Orthopäde, Hochschullehrer und Verbandsfunktionär
- Karl Martin Schlegel (1892–1960), Schweizer Maler und Grafiker
- Karl Wilhelm Schlegel (1828–1900), liechtensteinischer Politiker
- Karl Wilhelm Ferdinand Schlegel (1793–1886), deutscher Arzt
- Karl Wilhelm Friedrich von Schlegel (1772–1829), deutscher Philosoph, Schriftsteller, Kritiker, Historiker und Philologe, siehe Friedrich Schlegel
- Kathrin Schlegel (* 1977), deutsch-niederländische Installationskünstlerin
- Kirsten Schlegel-Matthies (* 1959), deutsche Hochschullehrerin
- Klara Schlegel (* 2001), österreichische Handballspielerin
- Klaus Schlegel (Fußballspieler) (1931–1992), deutscher Fußballspieler und Sportjournalist
- Klaus Schlegel (Politiker), deutscher Politiker (SED)

### L
- Leander Schlegel (1844–1913), niederländischer Komponist
- Leo Schlegel (1873–1938), Schweizer Zisterzienser und Übersetzer
- Leon Schlegel (* 1998), Schweizer Unihockeyspieler
- Lisa Schlegel (* 1967), österreichische Schauspielerin
- Lothar Schlegel (Fußballspieler) (* 1933), deutscher Fußballspieler
- Lothar Schlegel (Geistlicher) (* 1941), deutscher katholischer Geistlicher, apostolischer Visitator und Domkapitular
- Lotte Schlegel (1921–2024), deutsche Gynäkologin und Hochschullehrerin
- Louis Schlegel (1858–1929), deutscher Politiker
- Lucas Schlegel (* 1994), Schweizer Unihockeyspieler
- Ludwig Schlegel (1869–nach 1937), österreichisch-böhmischer Lehrer, Mundartautor und Heimatforscher

### M
- Marc Schlegel (* 1982), deutscher Filmregisseur und Drehbuchautor
- Margarete Schlegel (1899–1987), deutsche Schauspielerin
- María Priscilla Schlegel (* 1993), spanische Volleyballspielerin
- Martin Schlegel (Theologe) (1581–1640), deutscher Theologe
- Martin Schlegel (Spieleautor) (* 1946), deutscher Spieleautor und Statistiker
- Martin Schlegel (Ökonom) (* 1976), Schweizer Ökonom
- Marvin Schlegel (* 1998), deutscher Leichtathlet
- Mathias Schlegel (1865–1940), deutscher Veterinär und Hochschullehrer
- Mathilde Schlegel (1825–1848), deutsche Hoftheaterschauspielerin
- Max Schlegel  (1904–nach 1953), deutscher Politiker (LDPD), MdL Sachsen-Anhalt
- Maximilian von Schlegel (1809–1863), deutscher Generalmajor
- Michal Schlegel (* 1995), tschechischer Radrennfahrer

### N
- Niklas Schlegel (* 1994), kanadisch-schweizerischer Eishockeytorwart
- Nina Schlegel (* 1980), österreichische Snowboarderin
- Norbert Schlegel (* 1961), deutscher Fußballspieler und -trainer

### O
- Othmar Schlegel (* 1951), Schweizer Koch
- Otto Schlegel (1900–1974), deutscher Widerstandskämpfer gegen den Nationalsozialismus

### P
- Patrick Schlegel (* 1991), deutscher Schauspieler
- Paul Schlegel (* 1964), Schweizer Unternehmer und Politiker
- Paul Marquard Schlegel (1605–1653), deutscher Arzt und Botaniker
- Peter Schlegel (1941–2008), deutscher Zoologe

### R
- Rainer Schlegel (* 1958), deutscher Jurist
- Raphael Schlegel (1839–1907), deutscher Fotograf
- Regine Schlegel (1822–1904), dänische Liebe von Soeren Kierkegaard, siehe Regine Olsen
- Richard Schlegel (1865–1933), deutscher Ornithologe
- Rolf Schlegel (* 1947), deutscher Genetiker
- Rudolf von Schlegel (1804–1877), deutscher Generalleutnant
- Rudolf Schlegel (Lehrer) (1902–1985), deutscher Lehrer, Heimatforscher, Komponist und Dirigent
- Rudolf Schlegel (SS-Mitglied) (1913–1983), deutscher SS-Hauptsturmführer

### S
- Sandra Maria Schlegel (* 1977), deutsche Schauspielerin
- Severin Schlegel (* 2004), liechtensteinischer Fußballspieler
- Siegfried Schlegel (1928–2022), deutscher Geografielehrer, Heimatforscher und Autor
- Sören Schlegel (* 1960), deutscher Leichtathlet
- Stefan Schlegel (* 1968), Schweizer Jazzposaunist
- Stephan Schlegel (* 1969), deutscher Handballspieler und -trainer

### T
- Theodul Schlegel (1485–1529), Schweizer Maler

### U
- Ursula Schlegel (1923–2012), deutsche Kunsthistorikerin
- Uwe Schlegel (* 1941), deutscher Physiker und Hochschullehrer

### V
- Victor Schlegel (1843–1905), deutscher Gymnasiallehrer und Mathematiker
- Volker Schlegel (* 1942), deutscher Politiker (FDP) und Diplomat

### W
- Walter Schlegel (Architekt) (1928–2011), Schweizer Architekt
- Walter Schlegel (* 1941), österreichischer Denkmalpfleger
- Walter Schlegel (Polizeikommandant) (* 1962), Schweizer Polizeikommandant
- Werner Schlegel (Ingenieur) (* 1900; † nicht ermittelt), deutscher Maschinenbauingenieur und Autor
- Werner Schlegel (Fotograf) (1908–1945), österreichischer NS-Propagandafotograf
- Werner Schlegel (Wirtschaftswissenschaftler) (1926–1985), deutscher Wirtschaftswissenschaftler
- Werner Schlegel (Agrarwissenschaftler) (1929–1989), deutscher Agrarwissenschaftler
- Werner Schlegel (Schriftsteller) (* 1951), deutscher Schriftsteller
- Werner Schlegel (Bildhauer) (* 1953), deutscher Bildhauer und Zeichner
- Werner Schlegel (Spieleautor), deutscher Spieleautor
- Werner-Hans Schlegel (1915–2003), deutscher Maler und Grafiker
- Wilhelm Schlegel (1856–1903), deutscher Brauer und Mälzer
- Willhart S. Schlegel (1912–2001), deutscher Arzt, Schriftsteller und Sexualwissenschaftler
- Wolf von Schlegel (Hofmeister) (1584–1658), anhaltinischer Hofmeister und Kriegskommissar, als der Unentbehrliche Mitglied der Fruchtbringenden Gesellschaft
- Wolf Benno von Schlegel (1801–1860), preußischer Generalleutnant
- Wolf Georg von Schlegel (1633–1710), deutscher Erb- und Lehnsherr sowie Ständevertreter
- Wolfgang Schlegel (Physiker) (1945–2022), deutscher Medizinphysiker und Hochschullehrer
- Wolfgang Schlegel (Künstler) (* 1956), deutscher Maler, Zeichner, Bildhauer und Objektkünstler

### Y
- Yves Schlegel (* 1993), Schweizer Kleinfeld-Unihockeyspieler